# Стародубовка (Славянский район)
Стародубовка (укр. Стародубівка) — село в Николаевской городской общине Краматорского района Донецкой области Украины.

## Общие сведения
Население по переписи 2001 года составляло 223 человека. Почтовый индекс — 84181. Телефонный код — 626.

## Название
Официальное название — Стародубовка. В народе часто называют Жабуновкой (укр. Жабунівка).
Такое именование связано с тем, что единственная улица города тянется вдоль самой реки Северский Донец, и на ближайших к ней дворах можно услышать жаб.

## Местная власть
84182, Донецкая область, Краматорский район, г. Николаевка, пл. Энергетиков 14/2.